# Spotswood (Victoria)
Spotswood ist ein Stadtteil der australischen Stadt Melbourne. Er hat eine Fläche von 3,2 km² und 2.604 Einwohner (Stand 2016).
Er erhielt seinen Namen nach George Spotswood, einem frühen Siedler.